# Pieter van Gunst
Pieter Stevensz. van Gunst, auch Pieter Stevens van Gunst oder Petrus Stephani (* 1659 in Amsterdam; † November 1732 ebenda, Begräbnis am 10. November 1732) war ein niederländischer Zeichner, Radierer und Kupferstecher.

## Leben
Pieter van Gunst fertigte weit über 1000 Porträtstiche nach Vorlagen von Künstlern wie Anthonis van Dyck und Adriaen van der Werff. Neben diesen Porträtstichen fertigte er zahlreiche Titelblätter und Buchillustrationen.
Von seinen weiteren Lebensumständen ist nur wenig bekannt. Er heiratete 1687 Leonora Baarselmans aus Den Haag in Amsterdam und wurde 1712 als Kunsthändler Mitglied der Amsterdamer Buchhändlergilde. Am 10. November 1732 wurde er in der Westerkerk von Amsterdam bestattet.
Verwechslungsgefahr besteht mit seinem gleichnamigen Sohn, dem Kupferstecher und Dichter Pieter van Gunst.